# Fukušima United FC
Fukušima United FC (japonsky 福島ユナイテッドFC) je japonský fotbalový klub z města Fukušima hrající v J3 League. Klub byl založen v roce 2002. V roce 2014 se připojili do J.League, profesionální japonské fotbalové ligy. Svá domácí utkání hraje na Toho Stadium.